# AS (Pools automerk)
AS was een Pools automerk.
In 1927 opgericht door Jan Laski, was dit een producent van auto's en vrachtauto's. Als naam werd gekozen Towarzystwo Budowy Samochodów AS (Het Automobielbedrijf AS) en de productie vond plaats in Warschau. De eerste auto's werden ontworpen door Aleksander Liberman en uitgerust met Franse Chapus-Dornier 998 cc en Ruby 1095 cc motoren. De meeste werden verkocht als taxi's of lichte trucks. Hoewel de fabriek vrij goede zaken deed, kon het de economische crisis niet overleven en in 1930 werd de fabriek opgeheven. 